# Neritos syntomoides
Neritos syntomoides är en fjärilsart som beskrevs av Rothschild 1910. Neritos syntomoides ingår i släktet Neritos och familjen björnspinnare. Inga underarter finns listade i Catalogue of Life.